# Тійна Інтелманн
Тійна Інтелманн (ест. Tiina Intelmann; 25 серпня 1963) — естонська дипломатка. Постійний представник Естонії при Організації Об'єднаних Націй (2005—2010). Голова Асамблеї держав-учасниць Міжнародного кримінального суду (2011—2014). Голова делегації Європейського Союзу до Ліберії (2014—2017). Надзвичайний і Повноважний Посол Естонії у Великій Британії (2017—2021). Голова представництва Європейського Союзу в Сомалі (з 2021).

## Життєпис
Народилася 25 серпня 1963 року у Таллінні. У 1987 році закінчила Ленінградський державний університет, отримавши ступінь магістра мистецтв з італійської мови та літератури.
З 1991 року на дипломатичні роботі у Міністерстві закордонних справ Естонії. З 1999 по 2002 рік вона була постійним представником Естонії при Організації з безпеки і співробітництва в Європі. З 2002 по 2005 року була заступницею міністра закордонних справ Естонії з політичних питань та зв'язків з пресою.
З 30 березня 2005 по 2010 рік — була Постійним представником Естонії при Організації Об'єднаних Націй
12 грудня 2011 року — була обрана президентом Асамблеї держав-учасниць Міжнародного кримінального суду.
З 2010 по 2011 рік — була послом Естонії в Ізраїлі та у Чорногорії за сумісництвом.
З 2011 по 2014 рік — була першою жінкою-президентом Асамблеї держав-учасниць Міжнародного кримінального суду в Гаазі. Потім вона очолювала делегацію Європейського Союзу в Ліберії в Європейській службі зовнішньої політики.
22 листопада 2017 року — вручила вірчі грамоти Надзвичайного і Повноважного Посла в Лондоні королеві Єлизаветі II.
4 серпня 2021 року — призначена головою представництва Європейського Союзу в Сомалі.